# Distretto di Tinicachi
Il distretto di Tinicachi è uno dei sette distretti  della provincia di Yunguyo, in Perù. Si trova nella regione di Puno e si estende su una superficie di 6,2 chilometri quadrati.

Istituito il 28 dicembre 1984, ha per capitale la città di Tinicachi; al censimento 2007 contava 1.490 abitanti.